# إليزابيث نيو
إليزابيث نيو (بالإنجليزية: Elizabeth New)‏ هي كيميائية أسترالية، ولدت في 1984.